# Christine Buchegger

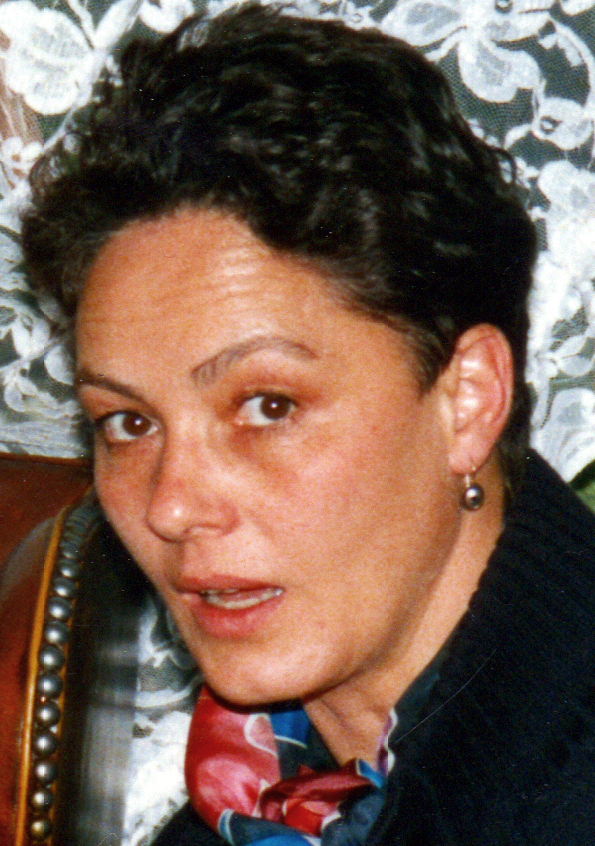
Christine Buchegger um 1980 in Salzburg

Christine Buchegger (* 19. November 1942 in Wien; † 3. März 2014 in München) war eine österreichische Schauspielerin.

## Leben
Nach der Schule besuchte Buchegger zwei Jahre das Max-Reinhardt-Seminar in Wien. An den Vereinigten Bühnen der Stadt Graz erhielt sie ihr erstes Engagement. Danach wirkte sie am Landestheater Linz und am Wiener Volkstheater.
1972 gelangte sie an das Bayerische Staatsschauspiel in München, wo sie mit Unterbrechungen bis zu Beginn der 1990er Jahre arbeitete. Wichtige Rollen hier waren Fontanelle in Edward Bonds Lear (1973), Eliante in Der Menschenfeind (1975), Irina in Drei Schwestern (1978, unter der Regie von Ingmar Bergman), Kassandra in Agamemnon (1978), die Titelrolle in Ibsens Hedda Gabler (1979) und die Buhlschaft in Jedermann bei den Salzburger Festspielen 1979 mit Maximilian Schell in der Titelrolle.
Ab 1980 pausierte sie. 1984 kehrte sie auf die Bühne zurück und verkörperte Johanne Luise Heiberg in Per Olov Enquists Aus dem Leben der Regenwürmer und die Mutter in Frühlings Erwachen (1992).
Ab 1960 wurde Christine Buchegger häufig für Aufgaben bei Film und Fernsehen herangezogen. Ihre wohl bedeutendste Rolle spielte sie als Hauptdarstellerin in Ingmar Bergmans Fernsehfilm Aus dem Leben der Marionetten. Besonders oft war sie in den Krimiserien Der Alte und Derrick zu sehen. Sie war vorübergehend mit dem Schauspieler Christian Kohlund verheiratet.

## Filmografie
- 1960: Die Glocke ruft (Glocken läuten überall)
- 1961: Das Land des Lächelns
- 1964: Die Schneekönigin
- 1966: Das Märchen
- 1970: Das Kamel geht durch das Nadelöhr
- 1970: Der Querulant
- 1970: Rebell in der Soutane
- 1971: Der Fall Eleni Voulgari
- 1971: Wenn der Vater mit dem Sohne – Der Krach
- 1972: Sultan zu verkaufen
- 1972: Das Hohelied
- 1972: Top Secret (The Salzburg Connection)
- 1973: Der Fußgänger
- 1973: Inferno
- 1974: Der kleine Doktor – Das Arsenschloss
- 1975: Die Verschwörung des Fiesco zu Genua
- 1975: Derrick 5 – Tod am Bahngleis
- 1975/78: Lady Dracula
- 1976: Graf Yoster gibt sich die Ehre – Der Ton macht die Musik
- 1976: Graf Yoster gibt sich die Ehre – Undank ist der Welt Lohn
- 1976: Die Elixiere des Teufels
- 1976: Unordnung und frühes Leid
- 1977: Abelard – Die Entmannung
- 1977: Travesties
- 1978: Wilhelm Meisters Lehrjahre
- 1978: Derrick 40 – Der Fotograf
- 1979: Derrick 55 – Schubachs Rückkehr
- 1980: Aus dem Leben der Marionetten
- 1983: Der Androjäger – Knattersmann oder Ripp
- 1985: Wind von Südost
- 1986: Derrick 143 – Ein eiskalter Hund
- 1987: Der Alte – Folge 120: Die letzte Nacht
- 1988: Der Alte – Folge 127: Eiskalt geplant
- 1988: Der Alte – Folge 128: Um jeden Preis
- 1989: Derrick 177 – Schrei in der Nacht
- 1991: Derrick 197 – Penthaus
- 1991: Der Alte – Folge 166: Lange Schatten
- 1992: Mord im Wald
- 1993: Dann eben mit Gewalt
- 1993: Der rote Vogel
- 1991: Der Alte (Fernsehserie) – Folge 196: Der Absturz
- 1994: Endloser Abschied
- 1994: Der Salzbaron (Fernsehserie)
- 1994: Ein Fall für zwei Folge 119: Das fremde Herz
- 1994: Der Alte – Folge 209: Nur der Tod zählt
- 1994: Derrick 232 – Nachts, als sie nach Hause lief
- 1995: Derrick 247 – Ein Mord und lauter nette Leute
- 1995: Das Traumschiff – Mauritius
- 1996: Derrick 259 – Mädchen im Mondlicht
- 1996: Derrick 265 – Zeuge Karuhn
- 1996: Liebe, Leben, Tod
- 1998: Siska – Folge 2: Frau Malowas Töchter
- 1999: Frische Ware
- 1999: Die Rache der Carola Waas
- 1999: Der Schandfleck
- 2000: Nicht mit uns
- 2002: Rosamunde Pilcher – Mit den Augen der Liebe
- 2002: Medicopter 117 – Rufmord